# ماريو بارتي
ماريو بارتي (بالإنجليزية: Mario Party؛ باليابانية: マリオパーティ، ماريوه پاتي؛ غالباً ما تعرف كـ « ماريو بارتي 64 ») هي لعبة فيديو من نوع الحفلة من تطوير شركة هادسن سوفت وناشر شركة نينتندو على نظام النينتندو 64. صدرت اللعبة في اليابان في 14 ديسمبر، 1998، وصدرت لحقاً في أمريكا الشمالية في 8 فبراير، 1999، وأخيراً صدرت في مناطق PAL في 9 مارس، 1999. في مايو 1998، نشؤوا شركتي نينتندو وهادسن إتفاق لتصميم وتطوير ألعاب فيديو مع بعضهم البعض من أجل نظام النينتندو 64. كانت ماريو بارتي من أول هذه الألعاب التي أنشئت من بعد الإتفاق. لاحقاً تبعة لعبة ماريو بارتي مع لعبة ماريو بارتي 2.

## روابط خارجية
- ماريو بارتي على موقع IMDb (الإنجليزية)